# They (saint)

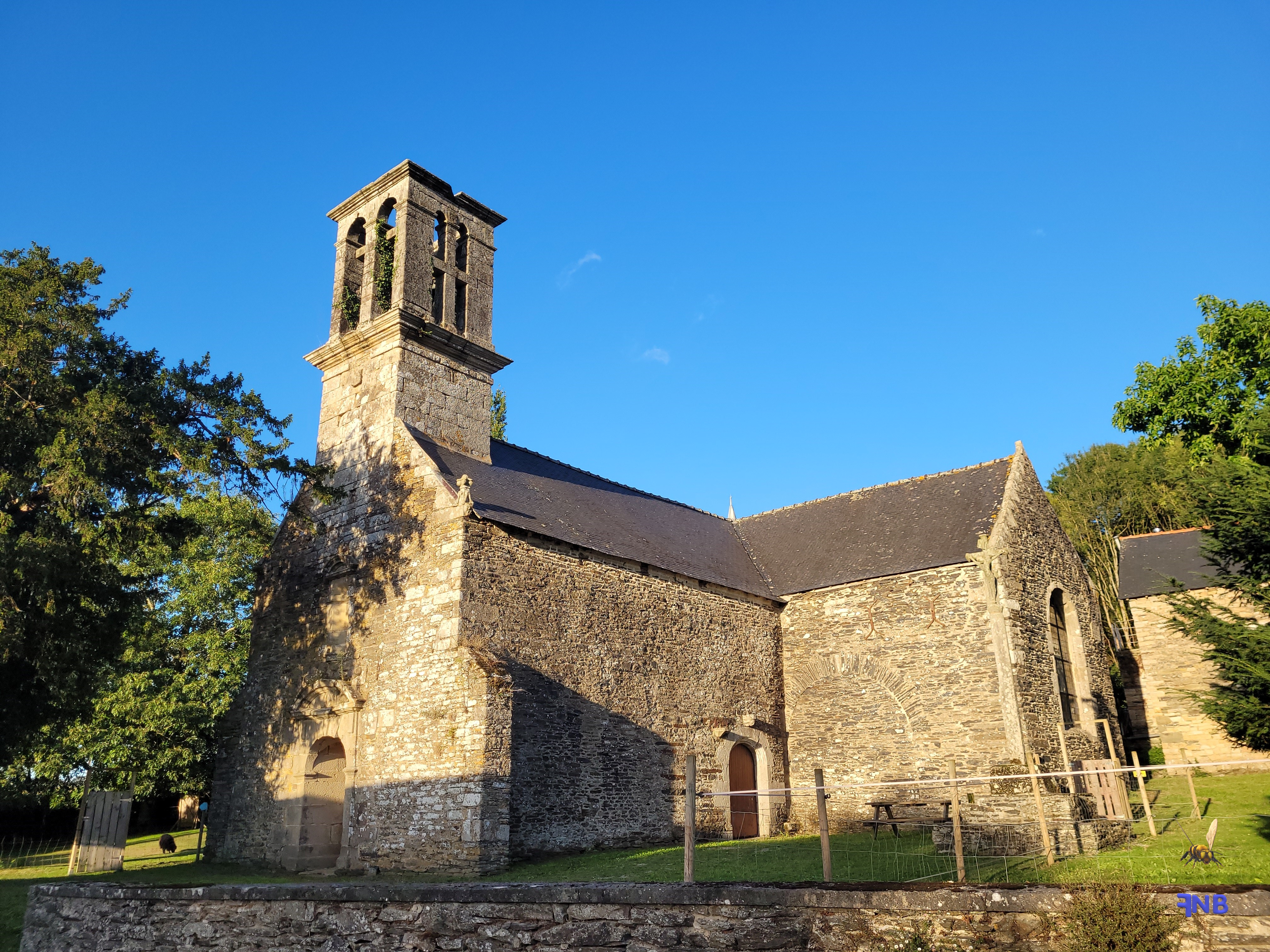
Au Vieux-Bourg de Lothey

They, un saint breton peu connu, serait un disciple de saint Guénolé.

## Sa vie
Selon le récit plus ou moins légendaire de Dom Mars, saint They serait né en Armorique de parents illustres venus de Grande-Bretagne post-romaine (une ancienne paroisse de la Cornouailles anglaise se dénommait Sant-Day) qui l'auraient confié pour son éducation à saint Guénolé.
Selon le cartulaire de Landévennec, Idunet, They et Ethbin auraient quitté l'abbaye de Landévennec pour remonter l'Aulne, le premier s'arrêtant à Châteaulin, y fondant le prieuré de Loc-Yonet ; saint They aurait également remonté l'Aulne mais plus en amont, installant son ermitage à l'emplacement actuel du Vieux-Bourg de Lothey ; et Ethbin serait allé un peu plus loin, fondant Pleyben.
They aurait mené à cet endroit une vie de mortification, pratiquant les observances les plus austères, vêtu d'une simple tunique et d'une cagoule, mangeant pain bis et légumes, ne buvant que de l'eau d'une source proche et couchant sur la terre nue, se flagellant, etc. et fuyant le monde. Mais de nombreux disciples vinrent à lui, attirés par sa sainteté, transformant l'ermitage en lan.

## Son culte
Son culte s'est rapidement répandu à travers la Cornouaille (il était réputé avoir le pouvoir de guérir les rhumatismes) : 
- L'ancienne église paroissiale du Vieux-Bourg de Lothey lui est consacrée (et cette commune lui doit même son nom). Pardon : le 5e dimanche après Pâques.
- Saint-Ségal possède une fontaine Saint-They (la chapelle qui était située à proximité est disparue).
- Le Cap Sizun honore saint They à plusieurs endroits :
  - La chapelle Saint-They située à la Pointe du Van en Cléden-Cap-Sizun est la plus connue.
  - Une chapelle Saint-They existe à Poullan-sur-Mer.
  - La chapelle Saint-They de Plouhinec.
- Saint-Jean-Trolimon possède une chapelle Saint-Evy (saint Evy est une déformation de saint They ; en breton on prononce Sant-Ey le nom de saint They) ; mais elle honore peut-être saint David.
- Une chapelle Saint-They a existé à Riec-sur-Bélon.
- Il est aussi l'éponyme de l'ancienne paroisse de Lothéa (près de Quimperlé, en forêt de Toulfoën).
- Gourin a possédé une chapelle Saint-They (disparue).

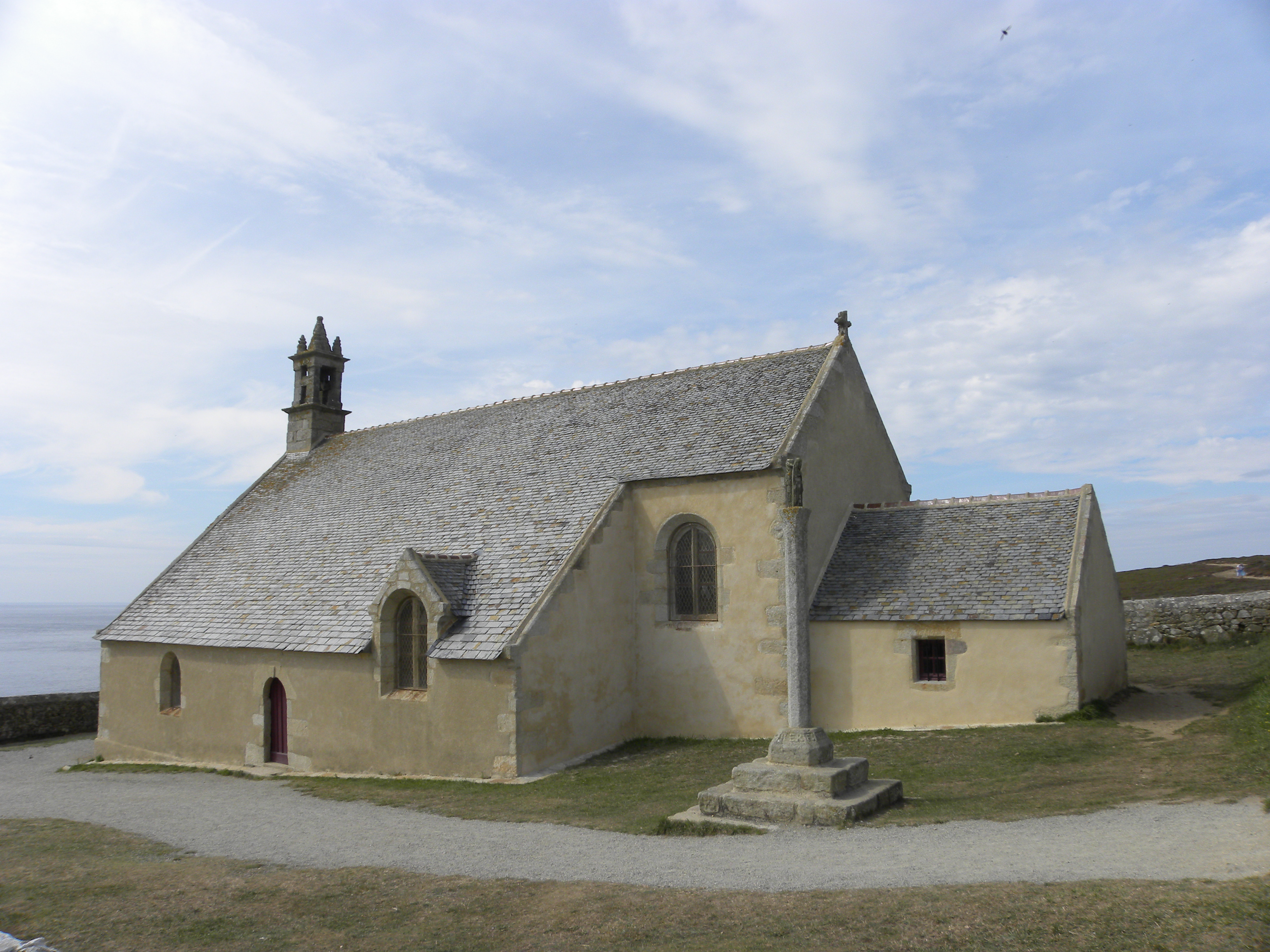
La chapelle Saint-They de la Pointe du Van en Cléden-Cap-Sizun
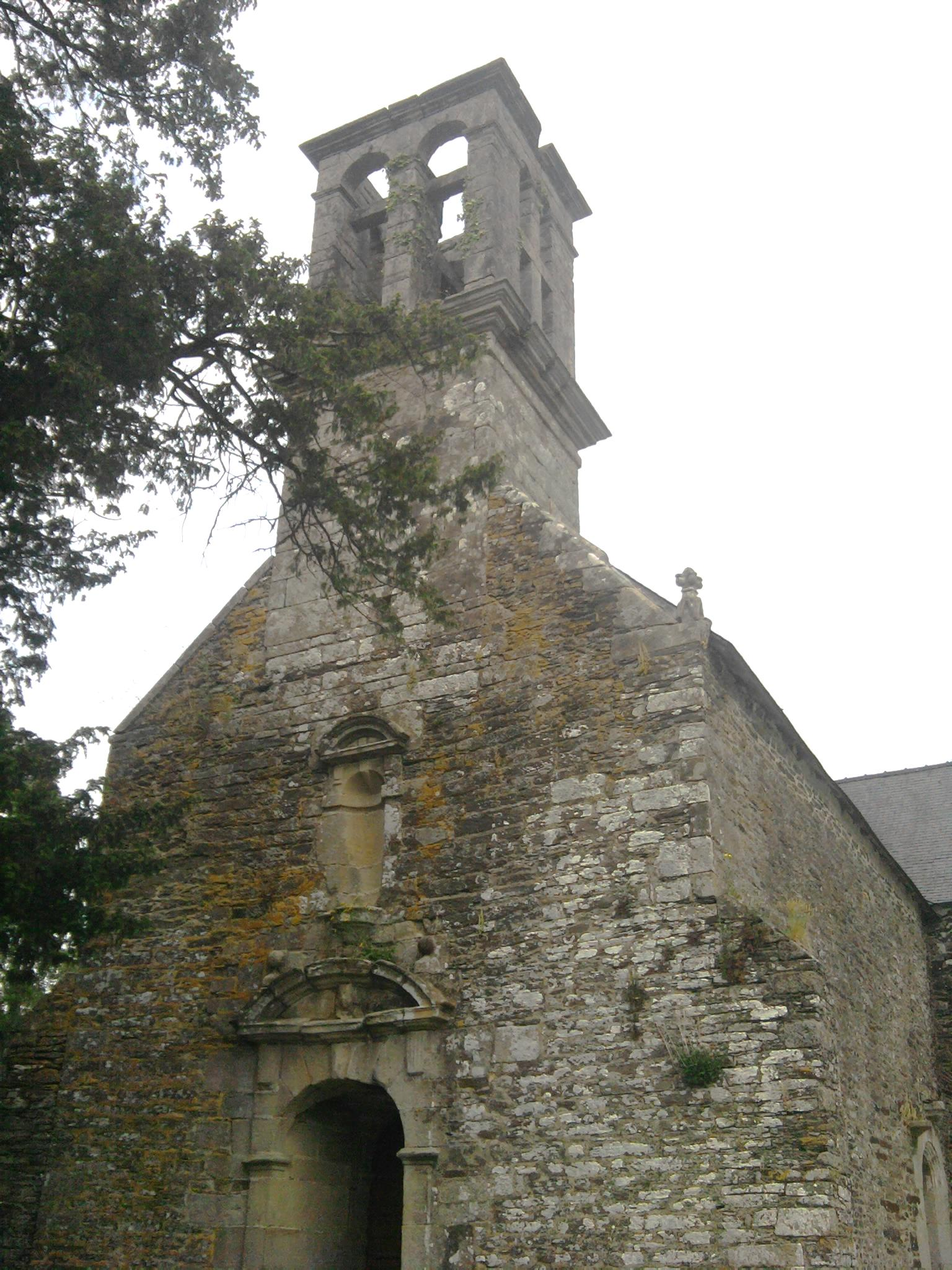
L'église Saint-They du Vieux-Bourg de Lothey
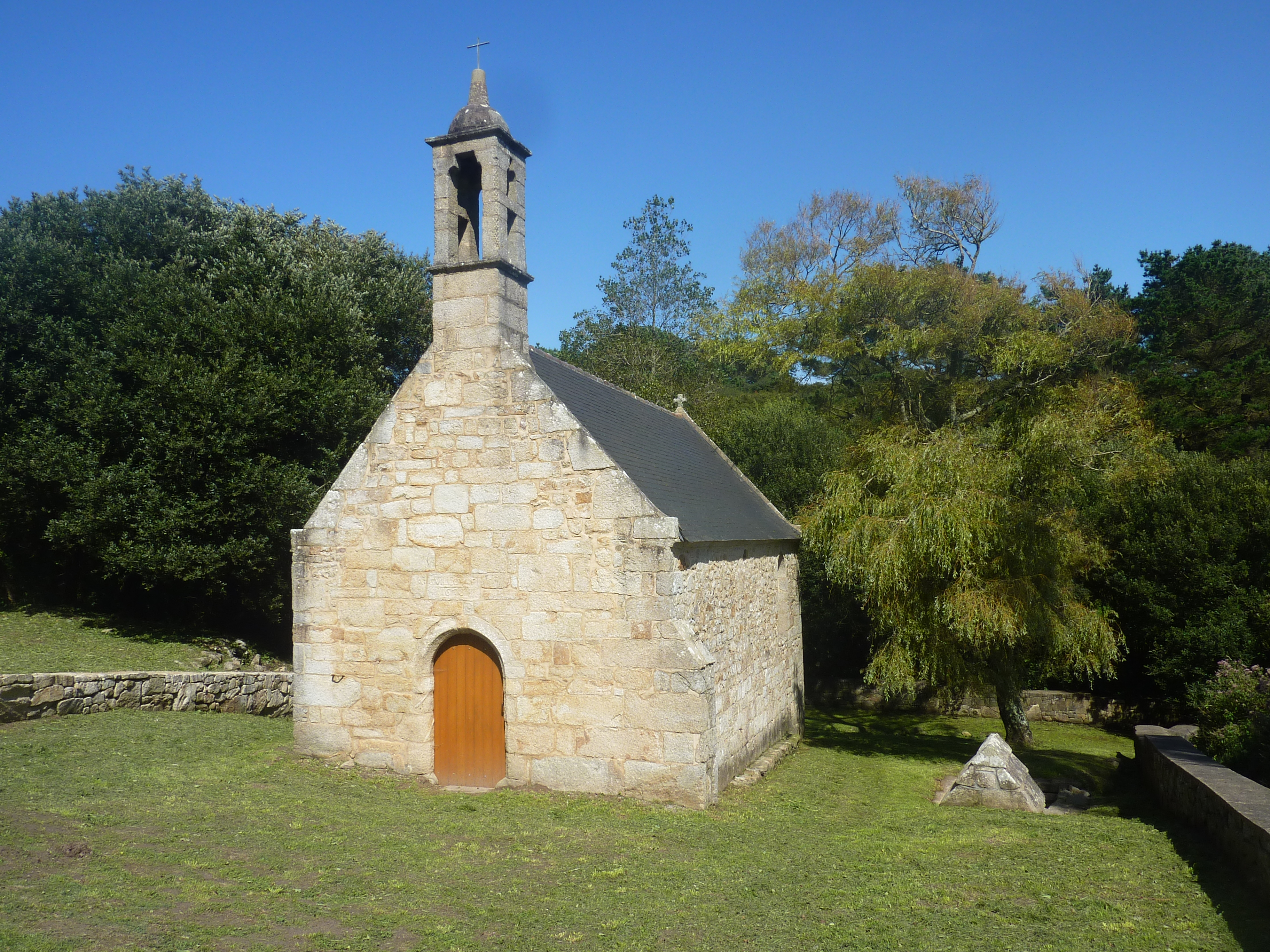
La chapelle Saint-They de Plouhinec
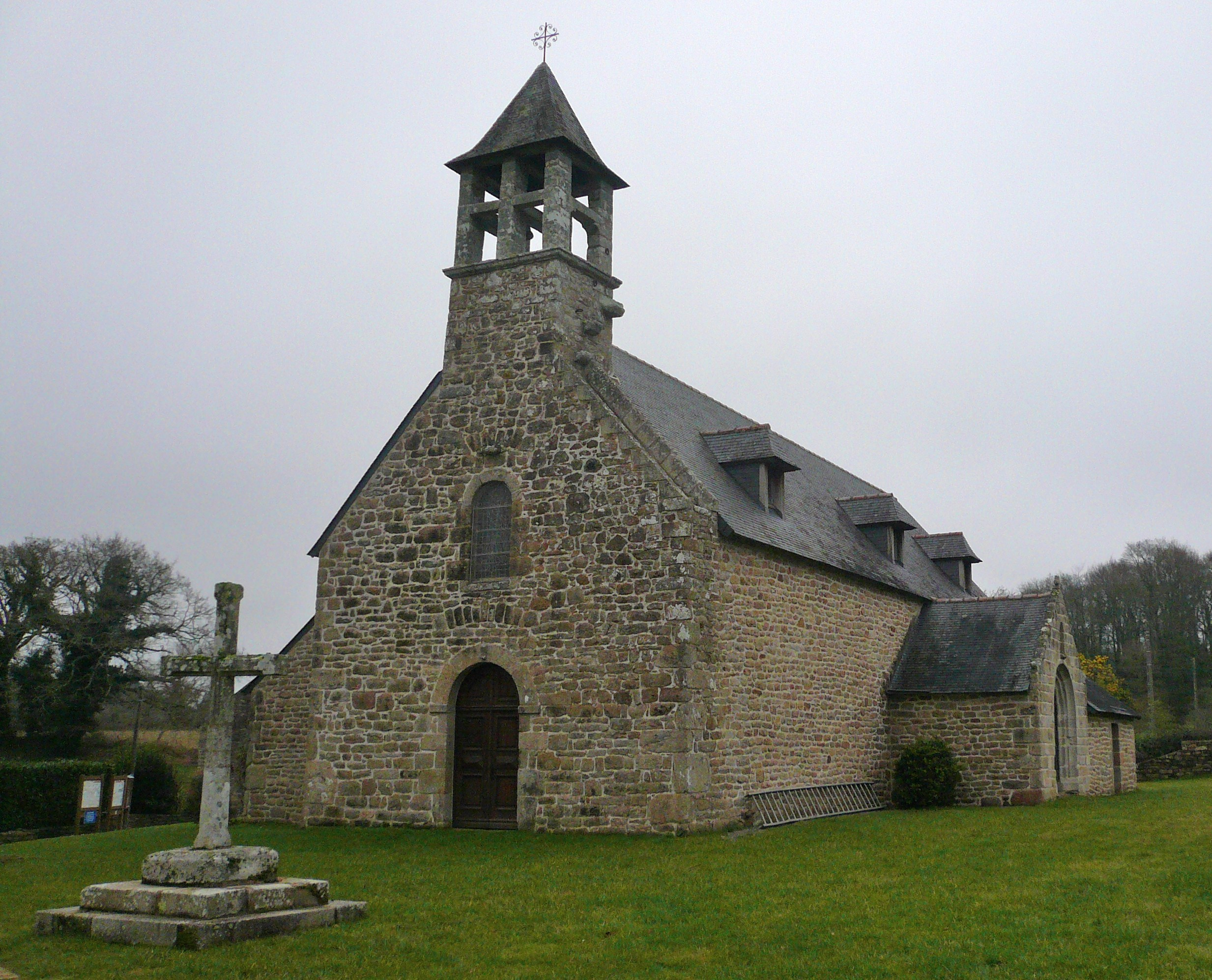
La chapelle Saint-Théa de Lothéa
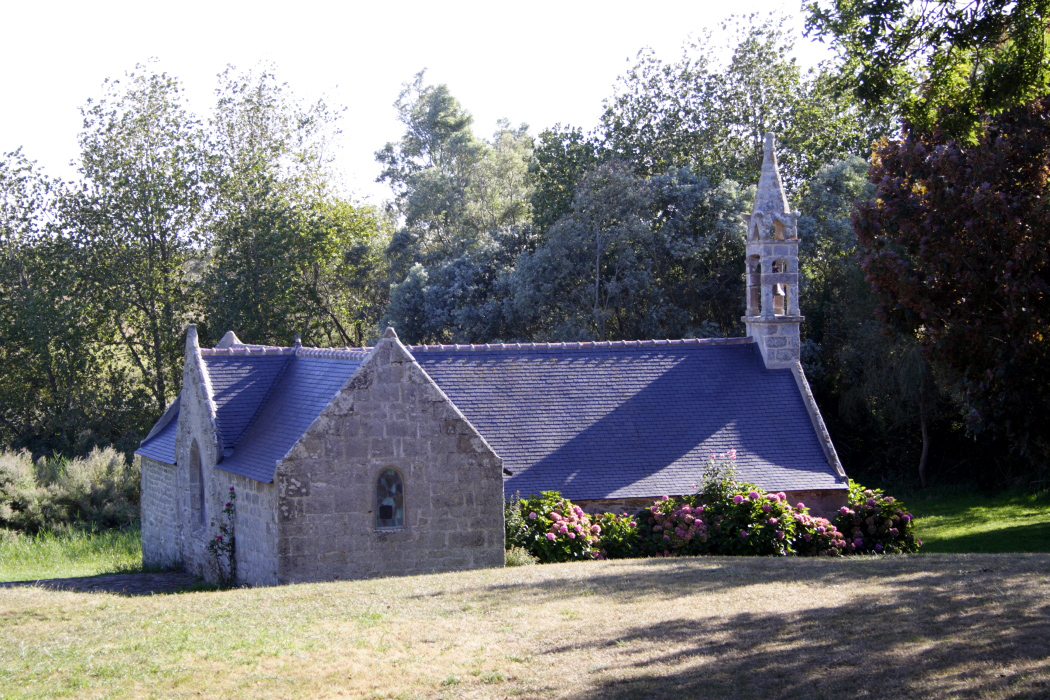
La chapelle Saint-Evy de Saint-Jean-Trolimon